# Grand Prix der Volksmusik 2006
Der 21. Grand Prix der Volksmusik fand am 12. August 2006 in München (Deutschland) statt. Teilnehmerländer waren – wie in den Vorjahren – Deutschland, Österreich, die Schweiz und Südtirol. In jedem Land wurde eine öffentliche Vorentscheidung im Fernsehen durchgeführt. Dabei wurden jeweils vier Titel für das Finale ermittelt.
Die schweizerische Vorentscheidung fand am 22. April in Zürich, die deutsche am 25. Mai in München, die Südtiroler am 26. Mai in Algund bei Meran und die österreichische am 17. Juni in Wien statt. Die Veranstaltungen, zu denen jeweils ein Album mit allen Teilnehmern erschien, wurden live übertragen.
Das Finale wurde am 12. August 2006 aus München vom ZDF im Rahmen einer Eurovisionssendung übertragen und vom ORF, von der SF und von der RAI Bozen übernommen. Moderiert wurde die Sendung von Marianne und Michael aus Deutschland. 
Am Ende der Wertung standen Rudy Giovannini mit Belsy und dem Coro Monti Pallidi als Sieger des Grand Prix der Volksmusik 2006 fest. Ihr Lied Salve Regina hatten Marco Diana und Fabio Omero komponiert und getextet. Damit holte die Formation nach Oswald Sattler und Jantje Smit (2000), den Ladinern (2004) und der Formation Die Psayrer mit Barbara (2005) zum vierten Mal den Sieg des Grand Prix nach Südtirol.
Bei der Ermittlung des dritten und vierten Platzes gab es eine Panne. Dadurch wurde zunächst Monika Martin als Drittplatzierte ermittelt. Nach Korrektur der Zählung wurde jedoch festgestellt, dass das Duo Claudia & Alexx den dritten Platz erreicht hatte. Monika Martin musste sich mit dem vierten Platz zufriedengeben und ihre bereits ausgehändigte Trophäe zurückgeben bzw. an Claudia & Alexx weiterreichen.

## Die Platzierung der schweizerischen Vorentscheidung 2006
Die ersten vier Titel kamen ins Finale. 
| Startnr.          | Interpret                        | Titel                             | Platz  | Prozente |
| ----------------- | -------------------------------- | --------------------------------- | ------ | -------- |
| 08                | Manuela Fellner                  | Nimm dir Zeit für Zweisamkeit     | 01.    | 18,94    |
| 05                | Maria da Vinci                   | Und dann tanzen wir Tarantella    | 02.    | 17,90    |
| 03                | Claudio de Bartolo               | Wer spricht die Sprache der Musik | 03.    | 17,83    |
| 12                | Jessica Ming                     | Sing a Song                       | 04.    | 15,77    |
| 10                | Eveline & Christiane             | Sonnenstrahlen                    | 05.    | 14,82    |
| 07                | ChueLee                          | Näbumeer                          | 06.    | 14,74    |
| 01                | Iris & Aline                     | Zwei Señoritas                    | 0?     | 0?       |
| 02                | Säntis-Feger                     | Das geht nie vorbei               | 0?     | 0?       |
| 04                | Nadine & Calimeros               | Leben, das heißt träumen          | 0?     | 0?       |
| 06                | Swiss Military CHAOS Schockestra | De Gschnäller isch de Gschwinder  | 0?     | 0?       |
| 10                | Patrick von Castelberg           | Wasser, Erde, Luft und Feuer      | 0?     | 0?       |
| 11                | Patricia & Romanticas            | Nur mit dir                       | 0?     | 0?       |
| Veranstaltungsort | Veranstaltungsort                | Zürich                            | Zürich | Zürich   |

## Die Platzierung der deutschen Vorentscheidung 2006
Die ersten vier Titel kamen ins Finale.
| Startnr.          | Interpret                                  | Titel                                             | Platz   | Punkte  |
| ----------------- | ------------------------------------------ | ------------------------------------------------- | ------- | ------- |
| 14                | Captain Cook und seine singenden Saxophone | Ich danke Gott für all die schönen Jahre (instr.) | 01.     | 57      |
| 08                | Patrick Lindner                            | Sternenregen in der Nacht                         | 02.     | 54      |
| 06                | De Randfichten                             | Wer heute noch an Engerl glaubt                   | 03.     | 50      |
| 01                | Claudia & Alexx                            | Siebzehn Sommer                                   | 04.     | 49      |
| 15                | Maria & Margot Hellwig                     | Unser tägliches Brot ist Musik                    | 05.     | 41      |
| 13                | Hans im Glück                              | Die Lieder der Berge                              | 06.     | 38      |
| 10                | Stefan Lex & Pomp-A-Dur                    | Ich sag es mit Musik                              | 07.     | 35      |
| 11                | Astrid Breck                               | Sternennacht von Avignon                          | 08.     | 24      |
| 12                | Feldberger                                 | Oh, Mama mia                                      | 08.     | 24      |
| 07                | Luisa & Reiner Kirsten                     | Mehr als tausend Träume                           | 10.     | 22      |
| 05                | Gentlemen of Trumpets                      | Heiße Nächte in Berlin (instr.)                   | 10.     | 22      |
| 02                | Sonja Christin und die Wilden Männer       | Rum in den Adern                                  | 12.     | 18      |
| 09                | Duo Leuchtfeuer                            | Der kleine Floh                                   | 12.     | 18      |
| 03                | Alex Parker                                | Deshalb lieb ich dich                             | 14.     | 14      |
| 04                | Gitta & Helmut                             | Eine zweite Chance                                | 15.     | 10      |
| Veranstaltungsort | Veranstaltungsort                          | München                                           | München | München |

## Die Titel der österreichischen Vorentscheidung 2006
Die ersten vier Titel kamen ins Finale. Die weiteren Plätze wurden nicht bekanntgegeben.
| Startnr.          | Interpret                         | Titel                             | Platz | Prozente |
| ----------------- | --------------------------------- | --------------------------------- | ----- | -------- |
| 15                | Die Stoakogler & Die Edlseer      | A Musikant im Trachteng’wand      | 01.   | 24,8     |
| 05                | Die Fehringer                     | Da bei uns                        | 02.   | 13,8     |
| 08                | Monika Martin                     | Heute fühl ich mich wie zwanzig   | 03.   | 09,5     |
| 01                | Marlena Martinelli & Oliver Haidt | Kann sein                         | 04.   | 07,9     |
| 03                | Tasha                             | Weil ich Liebe spür               | n. a. | n. a.    |
| 13                | Christa Fartek & Ewald Leitgeb    | Herz an Herz                      | n. a. | n. a.    |
| 11                | Die Brandlmayers                  | Mach deine Träume wahr            | n. a. | n. a.    |
| 14                | Die Bunnies                       | Du hast mein Herz für dich allein | n. a. | n. a.    |
| 02                | Die Bergcasanovas                 | Viel viel schöner mit dir         | n. a. | n. a.    |
| 10                | Adriano Francesco                 | Bella bella blue, mein Lied       | n. a. | n. a.    |
| 07                | Marco Schelch                     | Musik                             | n. a. | n. a.    |
| 12                | Bandhouse                         | All We Need Is Mountain Beat      | 07.   | 05,1     |
| 06                | Sigrid & Marina                   | Genießen wir das Leben            | n. a. | n. a.    |
| 04                | Aufgeiger                         | Pech & Schwefel                   | n. a. | n. a.    |
| 09                | VIA                               | Der Weg                           | n. a. | n. a.    |
| Veranstaltungsort | Veranstaltungsort                 | Wien                              | Wien  | Wien     |

## Die Titel der südtirolischen Vorentscheidung 2006
| Startnr.          | Interpret                                        | Titel                        | Platz  | Prozente |
| ----------------- | ------------------------------------------------ | ---------------------------- | ------ | -------- |
| ?                 | Bergwind (später in „Tiroler Wind“ umbenannt)    | A Jodler aus Tirol           | 01.    | 14,06    |
| ?                 | Rudy Giovannini mit Belsy und Coro Monti Pallidi | Salve Regina                 | 02.    | 13,22    |
| ?                 | Vincent und Fernando                             | Ich schenk dir Liebe         | 03.    | 12,59    |
| ?                 | Thomas da la Mauta                               | Die beste Mutter dieser Welt | 04.    | 09,43    |
| ?                 | Die Trenker                                      | Berge für die Ewigkeit       | 0?     | 0?       |
| ?                 | Hopfenmusig mit Marion                           | Dam da di dam                | 0?     | 0?       |
| ?                 | Omar und die CAi-Singers                         | Dein Dom, das sind die Berge | 0?     | 0?       |
| ?                 | Pseirer Spatzen mit Hermann                      | Die Lieder der Heimat        | 0?     | 0?       |
| ?                 | Etschland Express                                | Nordic Walking               | 0?     | 0?       |
| ?                 | Hanspeter’s Orchestra                            | Polkaspaß                    | 0?     | 0?       |
| ?                 | Bergfeuer                                        | Trommeln in der Nacht        | 0?     | 0?       |
| ?                 | Steffen Jürgens & Südtiroler Alpenspatzen        | Wozu sind Kriege da          | 0?     | 0?       |
| Veranstaltungsort | Veranstaltungsort                                | Algund                       | Algund | Algund   |

## Die Platzierungen beim Grand Prix der Volksmusik 2006
| Startnr.          | Land              | Interpret                                        | Titel                                             | Platz                    | Punkte                   |
| ----------------- | ----------------- | ------------------------------------------------ | ------------------------------------------------- | ------------------------ | ------------------------ |
| 09                | I                 | Rudy Giovannini mit Belsy und Coro Monti Pallidi | Salve Regina                                      | 01.                      | 36                       |
| 01                | I                 | Vincent und Fernando                             | Ich schenk dir Liebe                              | 02.                      | 32                       |
| 15                | D                 | Claudia & Alexx                                  | Siebzehn Sommer                                   | 03.                      | 29                       |
| 06                | A                 | Monika Martin                                    | Heute fühl ich mich wie zwanzig                   | 04.                      | 28                       |
| 14                | A                 | Die Stoakogler & Die Edlseer                     | A Musikant im Trachteng’wand                      | 04.                      | 28                       |
| 07                | D                 | Captain Cook und seine singenden Saxophone       | Ich danke Gott für all die schönen Jahre (instr.) | 06.                      | 25                       |
| 11                | D                 | Patrick Lindner                                  | Sternenregen in der Nacht                         | 06.                      | 25                       |
| 08                | CH                | Maria da Vinci                                   | Und dann tanzen wir Tarantella                    | 08.                      | 22                       |
| 13                | I                 | Thomas da la Mauta                               | Die beste Mutter dieser Welt                      | 09.                      | 21                       |
| 03                | D                 | De Randfichten                                   | Wer heute noch an Engerl glaubt                   | 10.                      | 14                       |
| 05                | I                 | Tiroler Wind                                     | A Jodler aus Tirol                                | 11.                      | 13                       |
| 10                | A                 | Die Fehringer                                    | Da bei uns                                        | 12.                      | 12                       |
| 12                | CH                | Manuela Fellner                                  | Nimm dir Zeit für Zweisamkeit                     | 13.                      | 11                       |
| 16                | CH                | Claudio de Bartolo                               | Wer spricht die Sprache der Musik                 | 14.                      | 10                       |
| 02                | A                 | Marlena Martinelli & Oliver Haidt                | Kann sein                                         | 15.                      | 04                       |
| 04                | CH                | Jessica Ming                                     | Sing a Song                                       | 15.                      | 04                       |
| Veranstaltungsort | Veranstaltungsort | Bavaria, Halle 9 München                         | Bavaria, Halle 9 München                          | Bavaria, Halle 9 München | Bavaria, Halle 9 München |